# Елевтерій (Богоявленський)
Елевтерій (в миру Дмитрій Якович Богоявленський; 26 вересня 1868, Новий Оскол, Курська губернія — 31 грудня 1940, Вільнюс, Литва) — викладач Кам'янець-Подільської духовної семінарії; інспектор Холмської духовної семінарії; єпископ Російської православної церкви.

## Біографія
Народився в сім'ї сільського псаломщика; його молодший брат — єпископ Ісидор Богоявленський. Навчався в Старооскільському духовному училищі, в Курській духовної семінарії, яку закінчив у 1889 році. Був призначений учителем церковно-парафіяльної школи в Ямській слободі, де пропрацював протягом одного навчального року.
У 1890 році одружився і 25 листопада того ж року був висвячений в сан пресвітера і направлений до Покровської церкви села Тростяниці Новооскільського повіту; незабаром овдовів.
У 1900 році вступив до Санкт-Петербурзької духовної академії, де тоді інспектором, а потім ректором був майбутній Патріарх Сергій Страгородський. Будучи студентом, близько 1904 року, прийняв чернечий постриг з ім'ям Елевтерій.
Після закінчення Санкт-Петербурзької духовної академії, був призначений викладачем гомілетики в Кам'янець-Подільській духовній семінарії; з 1906 року — інспектор Холмської духовної семінарії; з 1909 року, в сані архімандрита, ректор Смоленської духовної семінарії.
21 серпня 1911 хіротонізований на єпископа Ковенського, вікарія Литовської єпархії (архієпископом Тихоном Беллавіним). У 1914 році, після початку Першої світової війни, переселився до московського Донського монастиря; після закінчення військових дій повернувся до своєї єпархії.
У зв'язку з обранням у червні 1917 року архієпископа Тихона (Беллавін) на Московську кафедру, указом Святійшого Синоду від 28 червня 1917 року, був призначений керуючим Литовською єпархією. Був членом Всеросійського помісного собору 1917-1918 років.
Постановою Священного Синоду від 11 липня 1921 був зведений в сан архієпископа Литовського і Віленського і призначений священноархімандритом Свято-Духового монастиря у Вільні.
Опинився в незалежній Польщі (Вільно було окуповане і в березні 1922 року анексоване Польщею). Протистояв автокефалістським тенденціям в Польській православній церкві.
Внаслідок невизнання ним автокефалії Польської православної церкви, в ніч з 13 на 14 жовтня 1922 був затриманий польською владою у Свято-Духовому монастирі у Вільні і поміщений в католицький монастир мовчальників («Camaldules») в містечку Біляни, неподалік Кракова, де перебував до початку лютого 1923 року. У лютому 1923 був звільнений і висланий з Польщі в Литву.
6 лютого 1923 року прибув у Ковно (Литва), яке служило тимчасовою столицею країни.
Восени 1928 року одержав запрошення від Заступника Місцеблюстителя митрополита Сергія Страгородського прибути в Москву і доповісти про стан православної церкви в Литві і Польщі. Перебуваючи в Москві, 28 листопада 1928 року, був зведений в сан митрополита Литовського та Віленського.
Протопресвітер Василь Виноградов у виданій в 1959 році в Мюнхені книзі «Про деякі найважливіші моменти останнього періоду життя і діяльності патріарха Тихона» писав про нього:
|  | «З дозволу Радянської влади він пробув в гостях у патріархії цілий тиждень (перебувати більше тижня Рад. влада рішуче не дозволила). Свої враження митрополит Елевтерій виклав в невеликій книжці (у 2-х частинах) під назвою "Тиждень в патріархії". Книга ця вражає тією наївною, майже дитячою довірливістю, з якою закордонний ієрарх, незнайомий з умовами радянського життя і психологією підрадянських церковних діячів, і до того ж людина чистої і відкритої душі, дивився на штучно для показу йому створені фікції вільного церковного життя і вільного церковного управління. Йому і на думку не спадає, щоб члени Синоду, російські ієрархи, що так гостинно його приймають, могли чомусь на його питання про умови та обставини церковного і їхнього особистого життя давати не ті відповіді, які вони хотіли б йому дати, а ті, що бажані ГПУ (агенти якого, як вони добре знали, в тій чи іншій формі, неодмінно усюди і скрізь в патріархії).» |

Указом митрополита Сергія і Синоду від 24 грудня 1930 року, у зв'язку з переходом митрополита Євлогія Георгієвського і більшості його парафій в юрисдикцію Вселенської Патріархії і відмовою єпископа Володимира Тихоніцького прийняти управління, був призначений тимчасово керуючим Західно-Європейськими російськими парафіями (які побажали залишитися у віданні Москви); з 30 квітня 1931 керуючий.
У 1936 році був нагороджений правом предносіння хреста за богослужіннями.
Після окупації і передачі Литві частини колишньої до того польської території Радянським Союзом, 2 листопада 1939 року повернувся до Вільнюса (анексованого СРСР у липні 1940 року).
Помер ввечері 31 грудня 1940 року; похований в архієрейській усипальниці в храмі Свято-Духового монастиря у Вільнюсі.

## Опубліковані твори і оцінка
- «Неделя в Патриархии». Париж, 1933.
  - Неделя в Патриархии: впечатления и наблюдения от поездки в Москву // Изистории христианской церкви на родине и за рубежом в XX столетии. Сборник / Материалы по истории церкви. Вып. 2. — М.: Крутицкое Патриаршее Подворье. — 1995. — С. 174—295
- Об искуплении. Письма митрополиту Антонию. — Париж. — 1937. — 196 С.
- «Соборность Церкви. Божие и Кесарево». Париж, 1938.
- «Папство в вопросе соединения Церквей». Париж, 1940.

Також автор низки листів і статей богословсько-полемічного характеру; в архіві Московської патріархії зберігається його листування з Патріархом Тихоном і митрополитом Сергієм Страгородським в період з 1922 по 1939 рік.